# Histoire de l'Église catholique au XXe siècle
 (janvier 2019).
Si vous disposez d'ouvrages ou d'articles de référence ou si vous connaissez des sites web de qualité traitant du thème abordé ici, merci de compléter l'article en donnant les références utiles à sa vérifiabilité et en les liant à la section « Notes et références ».
Au XXe siècle l'Église catholique doit faire face à l'établissement du communisme sur une partie de l'Europe d'abord de l'Asie ensuite. Elle est en conflit dans des pays traditionnellement catholiques comme l'Espagne ou le Mexique avec des mouvements anticléricaux d'inspiration anarchiste ou franc-maçonne.  Elle doit également faire face à la montée du nazisme puis à l'établissement de l'hégémonie hitlérienne sur l'Europe au cours de la Seconde Guerre mondiale.

## Après guerre
À l'issue de la Seconde Guerre mondiale, elle entreprend de faire son Aggiornamento avec le IIe concile du Vatican, mais son évolution à partir de la fin des années soixante est aussi marquée par une spectaculaire chute des vocations. 

## Scandales sexuels
À partir des années 1980 et jusqu'à la fin du siècle et au-delà, l'image de l'Église catholique a été entachée par de nombreux scandales de pédophilie de grande envergure. 